# Macleay River
Macleay River är ett vattendrag i Australien. Det ligger i delstaten New South Wales, i den sydöstra delen av landet, omkring 370 kilometer nordost om delstatshuvudstaden Sydney. Arean är 32 kvadratkilometer.
Trakten runt Macleay River består huvudsakligen av våtmarker. Genomsnittlig årsnederbörd är 1 765 millimeter. Den regnigaste månaden är februari, med i genomsnitt 289 mm nederbörd, och den torraste är oktober, med 29 mm nederbörd.